# Cilliba
Cilliba es una familia de ácaros perteneciente al orden Mesostigmata.

## Especies
- Cilliba von Heyden, 1826
  - Cilliba angolaensis Marais, 1981
  - Cilliba antennurelloides Lombardini, 1943
  - Cilliba athiasae (Hirschmann & Zirngiebl-Nicol, 1969)
  - Cilliba australis (Hutu, 1987)
  - Cilliba bordagei (Berlese, 1916)
  - Cilliba cassidea (Hermann, 1804)
  - Cilliba cassideasimuis Bloszyk, 1984
  - Cilliba cassidoidea (Hirschmann & Zirngiebl-Nicol, 1969)
  - Cilliba circularis Trägårdh, 1931
  - Cilliba erlangensis (Hirschmann & Zirngiebl-Nicol, 1969)
  - Cilliba foroliviensis Lombardini, 1961
  - Cilliba franzi (Hirschmann & Zirngiebl-Nicol, 1969)
  - Cilliba insularis Willmann, 1938
  - Cilliba machadoi Marais, 1981
  - Cilliba massanae Athias-Binche, 1980
  - Cilliba punctumgenitalis Marais, 1981
  - Cilliba rafalski Bloszyk, 1984
  - Cilliba sellnicki (Hirschmann & Zirngiebl-Nicol, 1969)
  - Cilliba sopronensis (Wisniewski & Hirschmann, 1990)
  - Cilliba stammeri (Hirschmann & Zirngiebl-Nicol, 1969)
  - Cilliba tripliciterscutata Lombardini, 1943
  - Cilliba woelkei (Hirschmann & Zirngiebl-Nicol, 1969)